# Autostrady w Luksemburgu
Na terenie Wielkiego Księstwa Luksemburga istnieje sieć bezpłatnych dla pojazdów osobowych autostrad i dróg ekspresowych (fr. Autoroutes et voies express, luks. Autobunnen a Schnellstrossen), o łącznej długości około 150 km. Wraz z drogami krajowymi stanowi kręgosłup komunikacyjny tego państwa. Autostrady oznaczane są prefiksem A, natomiast drogi ekspresowe prefiksem B.
Budowa autostrad w Luksemburgu rozpoczęła się dość późno, w porównaniu z sąsiadującymi krajami – pierwsze odcinki A1 (Kirchberg – Senningerberg) i A4 (Steinbrücken – Esch-sur-Alzette/Lallange) oddano do użytku w 1969 roku. W kolejnych latach stopniowo powstawały kolejne odcinki tras:
| Rok  | Długość (km) |
| ---- | ------------ |
| 1969 | 005          |
| 1990 | 078          |
| 1995 | 123          |
| 2000 | 115          |
| 2008 | 147          |
| 2020 | 158          |
| 2024 | 161          |
| 2050 | 170          |

Rząd Luksemburgu rozważa dołączenie do jednolitego na terenie Beneluxu systemu elektronicznego poboru opłat dla samochodów ciężarowych i zrezygnowania z obecnego systemu winiet Eurovignette. Od pewnego czasu Holandia dąży do jego uruchomienia, co nie doszło do skutku z powodu braku porozumienia między belgijskimi regionami: Walonią i Flandrią na temat wprowadzenia opłat dla ciężarówek. Samodzielny system opłat drogowych nie jest brany pod uwagę.

## Lista autostrad i dróg ekspresowych
Autostrady w Luksemburgu oznaczane są niebieskim znakiem. Poniżej znajduje się ich lista:
| Autostrady w Luksemburgu | Autostrady w Luksemburgu             | Autostrady w Luksemburgu                                           | Autostrady w Luksemburgu | Autostrady w Luksemburgu | Autostrady w Luksemburgu | Autostrady w Luksemburgu |
| Oznaczenie               | Nazwa                                | Przebieg                                                           | Długość                  | W budowie                | Planowane                | Mapa                     |
| ------------------------ | ------------------------------------ | ------------------------------------------------------------------ | ------------------------ | ------------------------ | ------------------------ | ------------------------ |
| A1                       | Tréierer Autobunn                    | Croix de Gasperich – Wasserbillig – granica z Niemcami; dalej jako | 36 km                    | –                        | –                        |                          |
| A3                       | Diddelenger Autobunn                 | Hesperange – Dudelange – granica z Francją; dalej jako             | 13 km                    | –                        | –                        |                          |
| A4                       | Escher Autobunn                      | Luksemburg – Esch-sur-Alzette –                                    | 15 km                    | 3 km                     | 0,8 km                   |                          |
| A6                       | Areler Autobunn                      | ; granica z Belgią – Steinfort – Croix de Gasperich                | 21 km                    | –                        | –                        |                          |
| A7                       | Nordstrooss                          | Jonction Grunewald – Schieren – B7                                 | 31 km                    | –                        | –                        |                          |
| A13                      | Collectrice du Sud oraz Saarautobunn | – Pétange – Schengen – granica z Niemcami; dalej jako              | 42 km                    | –                        | –                        |                          |

Pięć spośród nich rozchodzi się promieniście wokół miasta Luksemburg, które stanowi centrum komunikacyjne kraju.
Drogi ekspresowe w Luksemburgu oznaczane są czerwonym znakiem. Poniżej znajduje się ich lista:
| Drogi ekspresowe w Luksemburgu | Drogi ekspresowe w Luksemburgu | Drogi ekspresowe w Luksemburgu                         | Drogi ekspresowe w Luksemburgu |
| Oznaczenie                     | Nazwa                          | Przebieg                                               | Długość                        |
| ------------------------------ | ------------------------------ | ------------------------------------------------------ | ------------------------------ |
| B3                             | B3                             | Luksemburg (Rue de Bonnevoie) – A3                     | 2 km                           |
| B4                             | B4                             | Luksemburg (Place Saints Pierre et Paul) – A4          | 1 km                           |
| B7                             | B7                             | Schieren – Erpeldange –                                | 6 km                           |
| B40                            | B40                            | Esch-sur-Alzette – granica z Francją; dalej jako D 326 | 1,9 km                         |

## Reguły

Dopuszczalne prędkości w Luksemburgu

Autostrady A1 i A6 biegną przez cały kraj, od granicy z Belgią do granicy z Niemcami. Ponadto tworzą one obwodnicę miasta Luksemburg, która od północnej strony połączona jest z A7, oddaną do użytku w 2016 roku.
Węzły w ciągu autostrad są numerowane sekwencyjnie (analogicznie do numeracji stosowanej w Niemczech, Szwajcarii i Francji, w przeciwieństwie do Austrii i Czech). W ciągu A13, biegnącej w południowej części Luksemburga i nie łączącej się ze stolicą, numeracja węzłów rośnie z zachodu na wschód.
Na wszystkich autostradach obowiązuje ograniczenie prędkości dla samochodów osobowych do 130 km/h podczas korzystnych warunków atmosferycznych, natomiast w czasie opadów atmosferycznych zmniejsza się je do 110 km/h.